# Ronald Florijn
Ronald Florijn (født 21. april 1961 i Leiden) er en hollandsk tidligere roer og dobbelt olympisk guldvinder.
Florijn deltog første gang ved OL 1988 i Seoul, hvor hans stillede op i dobbeltsculler sammen med Nico Rienks. Parret vandt sit indledende heat i tiden 6.16,32 minutter, mens de i semifinalen sluttede som nummer to i 6.19,57 minutter. Skønt de ikke var favoritter, vandt de to hollændere finalen i tiden 6.21,13 og sikrede sig dermed guldmedaljen.
Ved legene fire år senere i Barcelona stillede Florijn op i dobbeltfirer. Den hollandske båd blev nummer to i indledende heat i tiden 5.49,39, og i semifinalen blev de nummer tre i tiden 5.50,12, hvilket sikrede dem en finaleplads. I finalen roede de i tiden 5.48,92, hvilket gav hollænderne en femteplads.
OL 1996 i Atlanta blev Florijns sidste, og her var han skiftet til otteren, som var blevet nummer to ved verdensmesterskaberne i 1994 og 1995. Båden vandt sit indledende heat i tiden 5.41,41, og i finalen sejrede de i tiden 5.42,74 foran Tyskland og Rusland. Dermed vandt Florijn sin anden olympiske guldmedalje.
Florijn vandt desuden flere medaljer ved VM i roning, blandt andet to sølvmedaljer i otter, i henholdsvis 1994 og 1995.

## OL-medaljer
- 1988:  Guld i dobbeltsculler
- 1996:  Guld i otter